# Regina Braga (atriz)
Regina Lúcia Palhano Braga Varella (Belo Horizonte, 28 de setembro de 1945) é uma atriz brasileira.

## Biografia
Reconhecida intérprete, versátil nos registros cômicos e dramáticos. A atriz acumula, em sua formação, o curso da Escola de Arte Dramática, estágios realizados na França e junto à formação em psicodrama.
Estréia profissionalmente em 1967 no espetáculo A Escola de Mulheres, de Molière, direção de Isaias Almada para o Núcleo 2 do Teatro de Arena. Participa, em 1970, de A Cantora Careca, de Eugène Ionesco, encenação de Antônio Abujamra; A Longa Noite de Cristal, de Oduvaldo Vianna Filho, e O Interrogatório, de Peter Weiss, encenações de Celso Nunes. Com o mesmo diretor, em 1971, é a vez de E Se a Gente Ganhar a Guerra?, de Mario Prata. 
Seu primeiro destaque surge em Coriolano, de William Shakespeare, ao lado de Paulo Autran, em 1974. No ano seguinte, em Equus, de Peter Shaffer, novas colaborações com Celso Nunes. Boas oportunidades surgem nas encenações de Bodas de Papel, de Maria Adelaide Amaral, sendo dirigida por Cecil Thiré, em 1978 e em Patética, de João Ribeiro Chaves Netto, em 1980. Em 1983 protagoniza Chiquinha Gonzaga, Ó Abre Alas, também de Maria Adelaide Amaral, para o Teatro Popular do Sesi, trabalho que lhe rende diversos prêmios. Em 1986, é dirigida por Marcio Aurelio, em O Segundo Tiro, de Robert Thomas. 
Cresce em prestígio na peça Uma Relação tão Delicada, de Loleh Bellon, com direção de William Pereira[ligação inativa], tradução de Zélia do Vale Resende Brosson, em 1989, ganhando o Prêmio Molière de melhor atriz. Em 1996 retorna ao palco, ao lado de Toni Ramos, para uma versão de Cenas de um Casamento, baseado no roteiro de Ingmar Bergman. Em 1998, interpreta Amanda Wingfield de À Margem da Vida, de Tennessee Williams, encenação de Beth Lopes e, no ano seguinte, como a protagonista do solo Um Porto para Elizabeth Bishop, centrado na vida da poeta norte-americana que viveu alguns anos no Brasil, texto de Marta Góes. 
A atriz participa, ao longo de toda sua carreira, de expressivos trabalhos na TV e no cinema, como nas novelas Por Amor, Mulheres Apaixonadas, Deus nos Acuda e o remake de Ti Ti Ti, além do filme Irmã Dulce, em que colheu inúmeros elogios da crítica e do público. Sua atuação em Um Porto para Elizabeth Bishop leva o crítico Sérgio Coelho a comentar: 
"Uma partitura complexa e fecunda então, que teve a felicidade de ser composta para uma atriz que parece atingir sua maturidade plena. Regina Braga domina com tranquilidade todas as sutilezas requeridas: a perda progressiva do sotaque, que realça o sabor de cada palavra ao tingir de exótico nosso cotidiano; a entrega do corpo ao medo, ao álcool, ao deslumbre feliz; a riqueza de contrastes no ritmo, quando o grito diante da morte logo dá lugar ao relato contido do suicídio de Lota Soares, sua grande paixão."

## Vida pessoal
Foi casada com o diretor de teatro Celso Nunes, com quem teve o filho Gabriel Braga Nunes, também ator. Divorciou-se em 1978. Companheira do médico Dráuzio Varela desde 1981, oficializou o casamento civil em 5 de agosto de 2000.
Em 2011 Regina declarou ser bissexual numa entrevista em que afirma que todos os seres humanos são bissexuais e que ela mesma sente atração por homens e mulheres.

## Filmografia

### Televisão
| Ano  | Título                             | Personagem                             | Notas                                 |
| ---- | ---------------------------------- | -------------------------------------- | ------------------------------------- |
| 1970 | A Gordinha                         | Joana                                  |                                       |
| 1976 | Teatro 2                           | —                                      | Episódio: "A Implosão"                |
| 1980 | O Meu Pé de Laranja Lima           | Professora Cecília                     |                                       |
| 1981 | O Vento do Mar Aberto              | Célia                                  |                                       |
| 1982 | O Coronel e o Lobisomem            | Alonsa dos Santos                      |                                       |
| 1984 | Joana                              | Teresa                                 |                                       |
| 1990 | A História de Ana Raio e Zé Trovão | Ela mesma                              | Participação especial                 |
| 1992 | Deus Nos Acuda                     | Clarisse Garcia                        |                                       |
| 1997 | Por Amor                           | Lídia Gonzaga Greco                    |                                       |
| 1998 | Mulher                             | Judite                                 | Episódio: "Mães e Filhos"             |
| 2003 | Mulheres Apaixonadas               | Ana de Batista                         |                                       |
| 2006 | JK                                 | Alzira Gonçalves                       |                                       |
| 2008 | Alice                              | Maria Luísa Camargo (Luli)             |                                       |
| 2010 | Ti Ti Ti                           | Cecília Spina (Titia) / Ceci Splendore |                                       |
| 2012 | As Brasileiras                     | Olinda                                 | Episódio: "A Reacionária do Pantanal" |
| 2016 | A Lei do Amor                      | Sílvia Noronha                         |                                       |
| 2021 | Um Lugar ao Sol                    | Dr.ª Ana Virgínia Soares               |                                       |

### Cinema
| Ano  | Título                                                  | Personagem | Notas          |
| ---- | ------------------------------------------------------- | ---------- | -------------- |
| 1979 | Paula - A História de uma Subversiva                    | Bia        |                |
| 1996 | Flora                                                   | Flora      | Curta-metragem |
| 2014 | Irmã Dulce                                              | Irmã Dulce |                |
| 2018 | Todas as Razões para Esquecer                           | Dra. Elisa |                |
| 2019 | Babenco - Alguém Tem que Ouvir o Coração e Dizer: Parou | Ela mesma  |                |
| 2022 | Meu Álbum de Amores                                     | Vera       | [ 8 ]          |
| 2025 | Viva a Vida!                                            | Hava       |                |

## Teatro
| Ano       | Título                            | Personagem         | Ref    |
| --------- | --------------------------------- | ------------------ | ------ |
| 1966      | Somos Todos do Jardim de Infância |                    | [ 10 ] |
| 1967      | Escola de Mulheres                |                    | [ 10 ] |
| 1970      | A Cantora Careca                  |                    | [ 10 ] |
| 1970      | A Longa Noite de Cristal          | Vários personagens | [ 10 ] |
| 1970      | O Interrogatório                  |                    | [ 10 ] |
| 1971      | Cândido, ou O Otimismo            |                    | [ 10 ] |
| 1971      | E Se A Gente Ganhar a Guerra?     |                    | [ 10 ] |
| 1974      | Coriolano                         |                    | [ 10 ] |
| 1975      | Equus                             |                    | [ 10 ] |
| 1976      | Concerto n° 1 Piano e Orquestra   |                    | [ 10 ] |
| 1977      | Constantina                       | Constantina        | [ 10 ] |
| 1978      | Bodas de Papel                    |                    | [ 10 ] |
| 1980      | Patética                          | Clara              | [ 10 ] |
| 1982      | Os Colunáveis                     |                    | [ 10 ] |
| 1982      | Irmã Maria Ignácio Explica Tudo   | Irmã Maria         | [ 10 ] |
| 1983      | Chiquinha Gonzaga, Ô Abre Alas    | Chiquinha Gonzaga  | [ 10 ] |
| 1986      | O Segundo Tiro                    |                    | [ 10 ] |
| 1986      | Rever                             |                    | [ 10 ] |
| 1987      | Estrebucha, Baby                  |                    | [ 10 ] |
| 1988      | Prepare Seus Pés Para o verão     |                    | [ 10 ] |
| 1989      | Uma Relação Tão Delicada          | Jane               | [ 10 ] |
| 1996      | Cenas de Um Casamento             |                    | [ 10 ] |
| 1998      | À Margem da Vida                  |                    | [ 10 ] |
| 2001      | Um Porto para Elizabeth Bishop    | Elizabeth Bishop   | [ 10 ] |
| 2006      | Dúvida                            |                    | [ 10 ] |
| 2009      | Por Um Fio                        |                    | [ 10 ] |
| 2015-2016 | Agora Eu Vou Ficar Bonita         |                    | [ 11 ] |
| 2022-2024 | São Paulo                         |                    | [ 12 ] |
| 2025      | Senhora dos Afogados              | Sogra              | [ 13 ] |

## Prêmios e indicações
| Ano  | Associações                              | Nomeação                       | Nomeações                      | Resultado | Ref    |
| ---- | ---------------------------------------- | ------------------------------ | ------------------------------ | --------- | ------ |
| 1970 | Prêmio APCA                              | Melhor Atriz Revelação         | A Cantora Careca               | Venceu    | [ 14 ] |
| 1970 | Prêmio APCA                              | Melhor Atriz Revelação         | A Longa Noite de Cristal       | Venceu    | [ 14 ] |
| 1970 | Prêmio APCA                              | Melhor Atriz Revelação         | O Interrogatório               | Venceu    | [ 14 ] |
| 1983 | Prêmio Molière                           | Melhor Atriz                   | Chiquinha Gonzaga, Ô Abre Alas | Venceu    | [ 15 ] |
| 1983 | Prêmio Governador do Estado de São Paulo | Melhor Atriz                   | Chiquinha Gonzaga, Ô Abre Alas | Venceu    | [ 15 ] |
| 1983 | Prêmio APCA                              | Melhor Atriz de Teatro         | Chiquinha Gonzaga, Ô Abre Alas | Venceu    |        |
| 1989 | Prêmio Molière                           | Melhor Atriz                   | Uma Relação da Delicada        | Venceu    | [ 10 ] |
| 1996 | Festival RioCine Internacional           | Melhor Atriz em Curta-metragem | Flora                          | Venceu    | [ 16 ] |
| 2001 | Prêmio APCA                              | Melhor Atriz de Teatro         | Um Porto para Elizabeth Bishop | Venceu    | [ 17 ] |
| 2001 | Prêmio Qualidade Brasil - RJ             | Melhor Atriz Teatral Drama     | Um Porto para Elizabeth Bishop | Indicado  |        |